# Дерзовка
Дерзовка — река в России, протекает в Петровском районе Тамбовской области. Правый приток Избердейки.

## География
Река Дерзовка берёт начало у села Петровское. Течёт на юго-восток по открытой местности. Устье реки находится у деревни Афанасьевка в 8,4 км по правому берегу реки Избердейки. Длина реки составляет 14 км, площадь водосборного бассейна 57,1 км².

## Данные водного реестра
По данным государственного водного реестра России относится к Донскому бассейновому округу, водохозяйственный участок реки — Матыра, речной подбассейн реки — бассейны притоков Дона до впадения Хопра. Речной бассейн реки — Дон (российская часть бассейна).